# Jaroslav Poncar

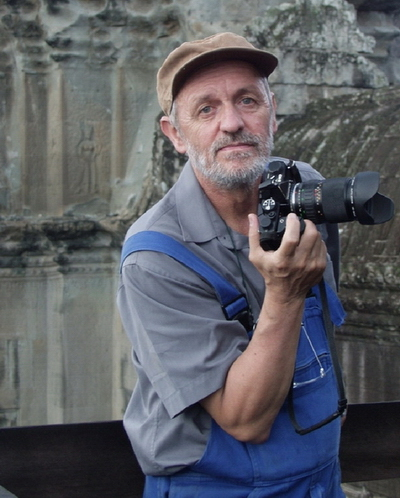
Jaroslav Poncar in Angkor Wat, Kambodscha, 2004

Jaroslav Poncar (* 1945 in Prag) ist ein tschechischer Photograph.

## Biographie
Poncar studierte von 1963 bis 1966 Atomphysik an der Technischen Universität in Prag und danach bis 1971 theoretische Physik an der RWTH Aachen. Von 1973
bis 2004 war er Professor für Optik und Physik im Fachbereich Photoingenieurswesen der Fachhochschule Köln. Seitdem arbeitet er am Institut für angewandte Optik und Elektronik.
Nachdem er Anfang der 1970er Jahre als freiberuflicher Photograph für DPA in Afrika und dem Nahen Osten gearbeitet hatte, bereiste er ab 1974 vorrangig den Himalaya, Tibet, Indien und Kambodscha, wobei er sich ab 1976 auf die Panoramaphotographie spezialisierte. In Zusammenarbeit mit verschiedenen Universitäten und Museen entstanden Dokumentationen über Kulturdenkmäler der Regionen und Projekte zu ihrer Erhaltung. So erarbeitete er zwischen 1981 und 1994 in Zusammenarbeit mit Roger Goepper vom Museum für Ostasiatische Kunst (Köln) eine photographische Dokumentation der Wandmalereien in den Tempeln von Alchi und gründete mit Karl Ludwig Dasser von der Fachhochschule Köln das Save Alchi Project. Seine Photodokumentation der Reliefs von Angkor Wat führte zum German Apsara Conservation Project der Fachhochschule Köln, dessen Co-Direktor neben Hans Leisen er von 1995 bis 2005 war.
Weitere Dokumentationen erarbeitete Poncar u. a. über die Wandmalereien im Kloster von Tabo in Spiti und Toling in Guge. Für die Deutsche Forschungsgemeinschaft und die American Himalayan Foundation entstanden Photoarbeiten im Königreich Mustang. Daneben entstanden auf Frankreichreisen Bildbände über das Tal der Loire und Paris. Mit dem Kameramann und Filmemacher Wolfgang Kohl drehte Poncar zwischen 1977 und 1987 Dokumentarfilme in Indien, Pakistan und im Tibet. 2013 war er Praxisstipendiat in der Villa Massimo in Rom.

## Bildbände
- Himalayan Kingdoms.

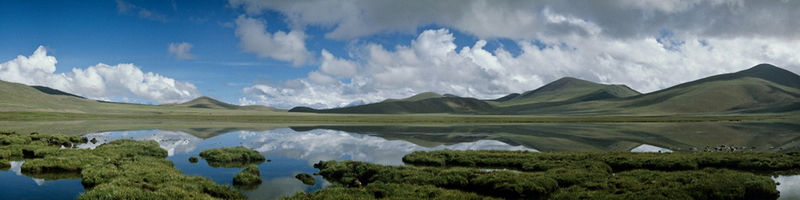
Transhimalaya, region of the source of Raka Tsangpo (5100 m), 1987.

- Alchi - Buddhas, Goddesses, Mandalas. 1982.
- Ladakh - Land of Passes. 1986.
- Tibet - Tor zum Himmel. 1988.
- Von Göttern, Königen und Menschen./Of Gods, Kings, and Men. 1995, 2006.
- Alchi – Ladakh’s Hidden Buddhist Sanctuary. 1996.
- Das Tal der Loire/The Loire Valley. 1997.
- Panorama of India. 1998.
- Angkor Revisited. 2000.
- Tibet. 2001.
- Tibet. 2004.
- India. 2005.
- Angkor - a photographic portrait by Jaroslav Poncar. 2005.
- Himalayas – Where Gods and Man Meet. 2005.
- Ceske stredohori. 2007.
- Burma - the Land that Time Forgot. 2007.
- Tibet. 2008.
- Ladakh 1974–2008 - A Photographic Homage. Serindia Productions, Chicago 2010, ISBN 978-1-932476-49-1.
- Afghanistan. Text von William Dalrymple. Edition Panorama, Mannheim 2012, ISBN 978-3-89823-454-2.[2]
- Burma/Myanmar. Reisefotografie von 1985 bis heute. Text von John Keay. Edition Panorama, Mannheim 2013, ISBN 978-3-89823-463-4.
- Angkor - Eine Hommage an die Götter aus Stein. Text von Wibke Lobo. Edition Panorama, Mannheim 2013, ISBN 978-3-89823-459-7.
- Himalaya – 40 Jahre unterwegs auf dem Dach der Welt. Edition Panorama, Mannheim 2012, ISBN 978-3-89823-453-5.
- Tibet, ein Blick zurück. Edition Panorama, Mannheim 2014, ISBN 978-3-89823-477-1.

## Filme
- Auf den Spuren der Königin von Saba. (On the Trail of the Queen of Sheba), 1977.
- Durch die Eiswildnis des Ost-Karakorums. (Through the Ice-Wilds of Eastern Karakorum), 1978.
- Langer Marsch zur Seeligkeit. (Long March to the Salvation - Shiva Pilgrims in the Himalayas), 1979.
- Der unbekannte Indus. (The Unknown Indus), 1980.
- Deutsche Forscher am Indus. (German Researchers in the Indus Valley), 1981.
- Die anderen Inder - ein Bericht über die Sikhs. (The Other Indians - a Report on the Sikhs), 1982.
- Ladakh - ein Wintermärchen. (Ladakh - a Winter Tale), 1982.
- Djenné - wo Beton tabu ist. (Where Cement is Taboo - Djenné), 1982.
- Tibet - Tor zum Himmel. (Tibet - the Gate to Heaven), 1987.
- Nomaden in Tibet. (The Nomads of Tibet), 1987.
- Save Alchi. 1989.